# Marianne Eigenheer
Marianne Eigenheer, née le 20 avril 1945 à Lucerne et morte à Bâle le 15 janvier 2018, est une artiste suisse.

## Vie
Marianne Eigenheer prend des leçons de piano de 1950 à 1964, puis se met à dessiner et à peindre après avoir obtenu son diplôme de maturité fédérale. Son brevet d'enseignement lui est délivré à Aarau en 1964, et elle obtient un diplôme de professeur d'arts plastiques de l'École supérieure d'Art et de Design de Lucerne en 1970. Puis elle se lance dans sa carrière d'artiste. De 1973 à 1976, elle étudie l'histoire de l'art, l'anthropologie et la psychologie à l'Université de Zurich,. Elle travaille comme collaboratrice scientifique au Musée d'art de Lucerne de 1971 à 1988, avec Jean-Christophe Ammann et, plus tard, avec Martin Kunz. Elle est Artist in Residence à Tokyo en 1987 et dans l'Atelier de la Fondation Landis+Gyr à Londres en 2001-2002.
Elle est maître de conférences et professeur d'art dans différentes écoles d'art.En 1994-1996, elle enseigne au Kunstpädagogisches Institut de l'Université de Francfort-sur-le-Main ; en 1995-1996, elle est assistante à l'École supérieure de Design d'Offenbach ; de 1997 à 2007, professeur libre de peinture et de graphisme à l'Académie des beaux-Arts à Stuttgart. Dès 2003, elle est directrice de l'ICE Institute for Curatorship and Education, à Édimbourg (membre honoraire dès 2009). De 2011 à 2013, elle est tutor au Royal College of Art de Londres. Marianne Eigenheer décède à Bâle.

## Œuvres

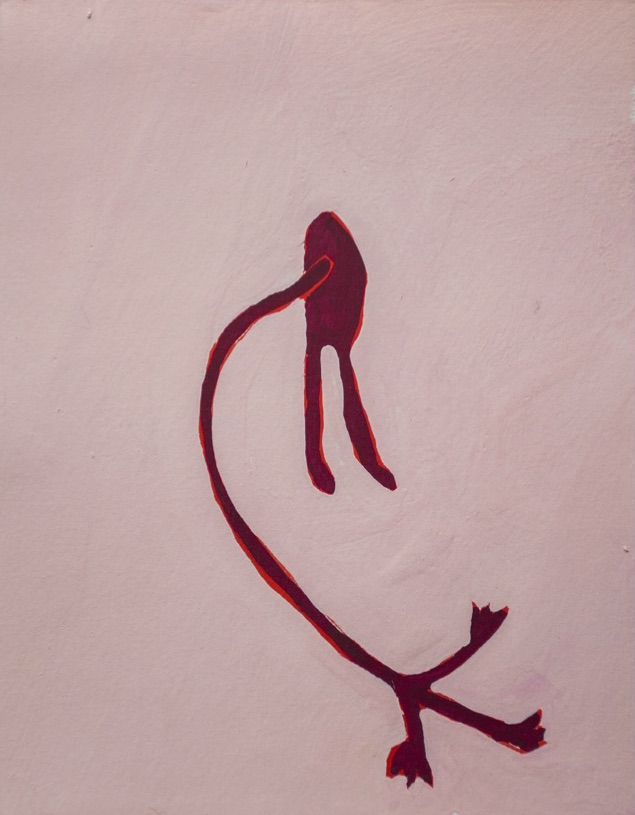
Marianne Eigenheer, sans Titre, de la Série Bilder zur Lage 1981/1982, Aquarelle sur papier, 15 × 12.5 cm

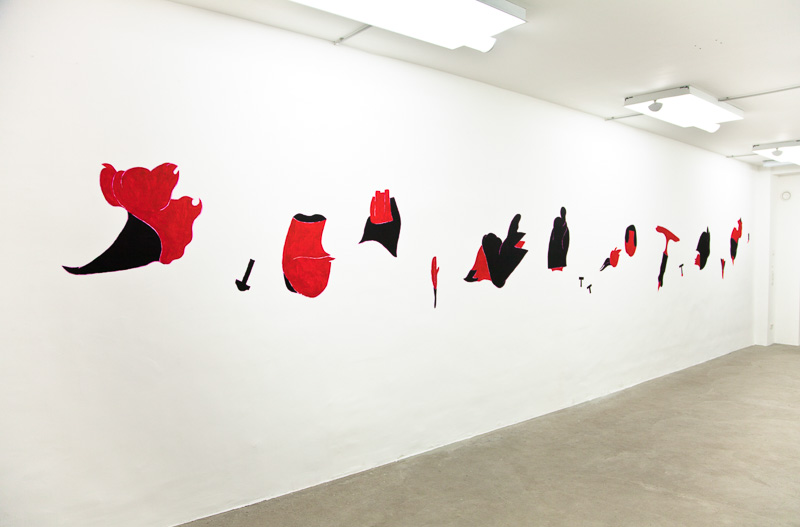
Marianne Eigenheer, vue de l'exposition, Les Guédés dansent toujours, Das Esszimmer, Bonn, 2012

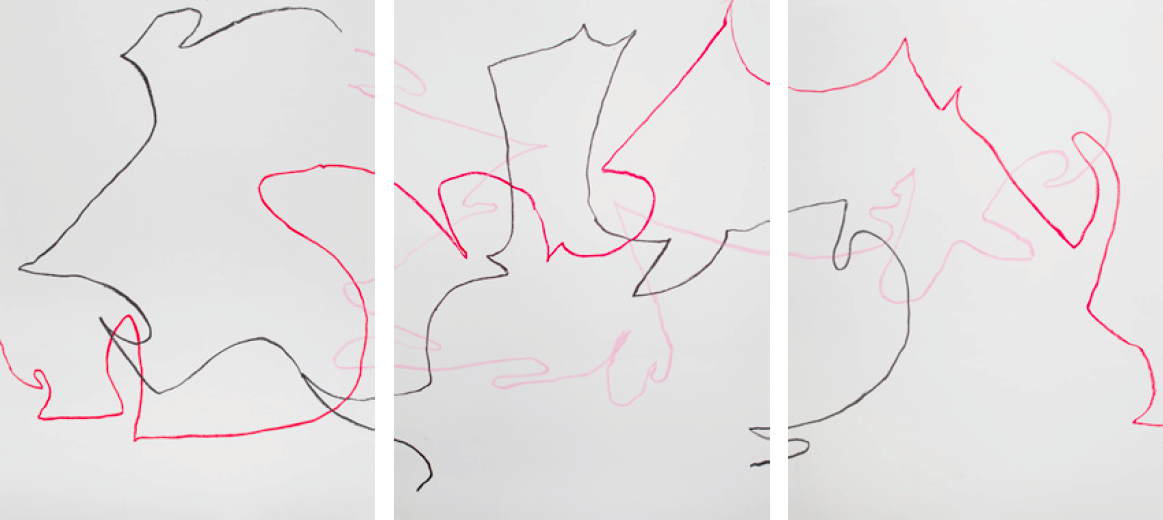
Marianne Eigenheer, sans titre(triptyque), pastel d'huile sur papier, 70 x 50 cm, 2015

## Prix et distinctions
- 1975 : Pressepreis de la Ville de Lucerne
- 1980/1981 : Eidgenössisches Kunststipendium

## Expositions individuelles (sélection)
- 2015 : Marianne Eigenheer. Bilder zur Lage, Museum Quality, Brooklyn, 17 octobre – 15 novembre 2015
- 2015 : Marianne Eigenheer. Vado Via - excerpts from a drawing life, Museum Quality, Brooklyn, 2-30 avril 2015
- 2014 : Galerie Volker Diehl, Berlin (avec Paul Neagu)
- 2013 : Galerie Bugdahn & Kaimer, Düsseldorf
- 2012 : Marianne Eigenheer, sic!–Raum für Kunst, Lucerne, 7 janvier 2011 – 11 février 2012[7].
- 2012 : Das Ding Galerie, Lucerne
- 2012 : Das Esszimmer, Bonn[8]
- 2011 : Sleeper, Édimbourg, Royaume-Uni
- 2003 : Sleeper, Édimbourg, Royaume-Uni
- 2000 : Marianne Eigenheer. Zeit-Orte, Ortszeit. Zeichnungen und Fotografie 1979-1999, Lichtstein Grains & Partner, Stuttgart, 6 juillet 2000 – 5 janvier 2001
- 1995 : Galerie Rivolta, Lausanne
- 1995 : Perth Institute of Contemporary Art, Perth, Australie
- 1995 : Galerie Serge Ziegler, Zurich
- 1993 : Galerie Bugdahn und Kaimer, Düsseldorf
- 1993 : Ludwig Forum für Internationale Kunst, Aix-la-chapelle
- 1993 : Studio Eraarte, Bologne
- 1992 : Centre d'Art de Fribourg, Fribourg
- 1989 : Carnegie Mellon University Gallery, Pittsburgh, Pennsylvanie
- 1988 : Swiss Institute, New York City, NY
- 1986 : Palazzo, Liestal, Bâle
- 1985 : Marianne Eigenheer, Kunstverein Schaffhausen, Museum zu Allerheiligen Schaffhouse, 12 janvier – 10 février 1985
- 1983 : Le Nouveau Musée, Villeurbanne, Lyon
- 1983 : Kunstverein, Bonn
- 1978 : Galerie Loeb, Berne
- 1977 : Marianne Eigenheer, Musée D'Art De Lucerne, 27 mars–1er mai 1977[9].
- 1970 : Galerie Stampa, Bâle

## Publications (sélection)
- Jean-Christophe Amman: Marianne Eigenheer, Catalogue D'Exposition, Musée D'Art De Lucerne, 27. Mars – 1. Mai 1977.
- Marianne Eigenheer: Journal De La Galerie E+F Schneider, Le Landeron, N ° 26, 1981.
- Marianne Eigenheer. Le Kunstverein de Schaffhouse, Musée de la Toussaint, de Schaffhouse, de 12. Janvier – 10 février 1985
- Armin Wildermuth: Images of Change (1984). Marianne Eigenheer s Recent Work. Dans: Marianne Eigenheer. Le Kunstverein de Schaffhouse, Musée de la Toussaint, de Schaffhouse, de 1985.
- Annemarie Monteil: Lebensspur et Farbwildwechsel. dans: Artistes. Critique du Dictionnaire de l'art moderne. Art Mondial, Bruckmann, Munich 1990.
- Marianne Eigenheer, Stephan Berg, Kunstverein Freiburg e. V. (Ed.): Marianne Eigenheer. Intervention sur les murs 1991/92. Waldkircher Verlagsgesellschaft, Fribourg, 1991.
- Galerie Marianne Grossièrement, Berlin (Éd.): Marianne Eigenheer. Berlin en 1996.
- Marianne Eigenheer, Hans Ulrich Obrist: Entretien Marianne Eigenheer et Hans Ulrich Obrist. In: sic! D'espace pour l'Art de Lucerne (Éd.): De la LAQUE. Des Animaux volants, le Corps et les Étoiles dans le Ciel. N °  3, Maniac Press, Lucerne, 2012).
- Yasimin Kunz, Suzi Teo: Marianne Eigenheer. Dans: Vado Via - extraits drawing from a life. Catalogue de l'exposition, éd. de Musée de la qualité, de Brooklyn, 2015.
- Suzi Teo: Marianne Eigenheer. Des images de la Situation. Catalogue de l'exposition, éd. de Musée de la qualité, Brooklyn 2015.

## Œuvres dans des collections
- Kunstmuseum, Bâle
- Musée d'Art, Lucerne
- Museum of Contemporary Art de Tokyo
- Banque Nationale Suisse, Berne
- Neue Galerie am Joanneum, Graz
- Musée russe, Saint-Pétersbourg
- Collection "La Profondeur Des Regards", Darmstadt
- Collection Amelio, Naples
- Mobilière Suisse, Berne
- Collection de la Deutsche Bank à Francfort
- Collection Ludwig Forum für Internationale Kunst, Aix-la-chapelle
- Collection Neues Museum Weserburg, Brême
- Collection Nouveau Musée, Villeurbanne, Lyon
- UBS à New York City, New York, NY
- UBS Suisse
- Confédération Suisse, Suisse
- Credit Suisse, Berlin et New York City, NY
- CSS, Lucerne
- Staatsgalerie de Stuttgart
- Bury Museum and Art Gallery, Bury, Manchester, Royaume-Uni
- Musée d'Art, Pékin

## Liens
- « Marianne Eigenheer », sur SIKART Dictionnaire sur l'art en Suisse.
- [tageswoche.ch tageswoche.ch]
- ursprung.arch.ethz.ch